# 今井繁三郎
今井 繁三郎（いまい しげさぶろう、明治43年（1910年）2月7日 - 平成14年（2002年）1月9日）は、日本の画家。羽黒町名誉町民（現：鶴岡市名誉市民）。

## 人物
羽黒町（旧泉村）戸野に生まれる。
旧制鶴岡中学（現：山形県立鶴岡南高等学校）卒業後、上京。創作に励む傍ら、美術雑誌の編集長を務める。また太平洋戦争の最中には、従軍画家として諸国を巡った。
戦後、帰郷。美術団体「白甕社（はくおうしゃ）」の代表を長年務め、庄内の芸術振興や後身の指導に尽力した。
具象、抽象を織り交ぜた奔放な画風で知られ、晩年まで旺盛に創作を続けた。
1990年に鶴岡市山王町にあった豪商の土蔵を買い取り、自作を常設展示する今井繁三郎美術収蔵館を自宅庭に開館した。同館は2014年に老朽化のため休館したが、2016年春に羽黒・芸術の森－今井アートギャラリーとして再開した。また今井の親族が山形新聞社のクラウドファンディング「山形サポート」で資金を募り、今井のアトリエだった「工房いずみの」を改装。貸しアトリエとの併用施設として、レストラン「oven Kato（オーブンカトウ）」を2018年6月14日に開業した。

## 略歴
- 1910年2月7日、山形県東田川郡羽黒町（旧泉村）戸野に生まれる。
- 1927年
  - 3月、山形県立鶴岡中学校（現：山形県立鶴岡南高等学校）卒業後、画家を志し上京する。
  - 芝絵画研究所に入所、山本鼎・山崎省三・木村荘八らに指導を受ける。
- 1930年、尾口勇に油絵の古典技法を学ぶ。
- 1936年、鷲田新太の誘いにより美之国社に入社。美術雑誌「美之国」の編集に携わる。
- 1937年、自由美術家協会創立に参加。
- 1941年
  - 東北生活美術協会を結成。銀座資生堂（現：資生堂ギャラリー）にて展覧会を開催。
  - 10月、美之国社の客員となり、海軍省の従軍画家として南方に赴く。
- 1942年
  - 5月、帰国する。銀座資生堂にて展覧会を開催。
  - 7月、満州国に赴き当時の奉天・新京・ハルピン熱河を写生旅行し9月に帰国する。
- 1943年、銀座村松画廊にて「海南島風物画展」開催。
  - 7月、台湾に赴き、台北・高雄にて個展開催。全島を巡る。
  - 10月、沖縄沖にて米艦の襲撃を受けるも、僚船に助けられて帰国。
- 1945年、敗戦、東京を離れて郷里に帰り、山野を拓いて家族と共に住み、7年間ランプ生活を体験する。
- 1946年、日動画廊にて旧自由美術家協会の会員展を開催。
- 1947年、毎日新聞主催美術団体連合展を東京都美術館で開催。
- 1956年、山形県美術連盟運営委員長に就任。
- 1957年、白甕社委員長に就任。
- 1964年10月、欧州に赴き、パリに滞在する。
- 1976年、美術団体「光陽会」の委員となる。
- 1979年11月、齋藤茂吉文化賞受賞[4]。
- 1981年、委員長を務める白甕社がサントリー地域文化賞を受賞[5]。
- 1983年5月、光陽会文部大臣奨励賞受賞。
- 1989年、美術団体「光陽会」の委員長に就任。
- 1990年、羽黒町泉野の自宅庭に今井繁三郎美術収蔵館を設立。
- 1996年11月、鶴岡市特別文化功績賞を受賞。
- 1998年11月 長崎県立美術博物館にて回顧展開催。
- 1999年10月、O美術館（東京都）にて90歳展開催。
- 2000年、山形美術館にて2000年記念展を開催。アート・CON(混)結成、文藝春秋画廊にて開催。
- 2001年、 羽黒町名誉町民となる。
- 2002年1月9日、死去。享年91

## 受賞歴
- 齋藤茂吉文化賞
- 光陽会文部大臣奨励賞
- 鶴岡市特別文化功績賞

## 主な作品
| - 「夢を見るものに終りは無い」 - 「風見鶏」 - 「慟哭」 - 「字架マンダラ」 - 「わだつみの詩」 - 「シルクロード」 | - 「ねはん」 - 「埋葬」 - 「霊峰月山」 - 「北国」 - 「1910.2.7は私の誕生日」 |

## 著書
- 『雑言 : 随筆集』東北出版企画、1979年。
- 『今井繁三郎画集』東北出版企画、1980年。
- 『今井繁三郎画集Ⅱ　第2集1980－1988』 東北出版企画、1988年。

### 挿絵
- 藤沢周平著 『龍を見た男 海と船と善宝寺』山形新聞社、1976年。
- 山崎誠助著 『鶴岡の昔ばなし』東北出版企画、1977年。